# Kensett (Iowa)
Kensett és una població dels Estats Units a l'estat d'Iowa. Segons el cens del 2000 tenia 280 habitants.

## Demografia
Segons el cens del 2000, Kensett tenia 280 habitants, 131 habitatges, i 77 famílies. La densitat de població era de 70,7 habitants/km².
Dels 131 habitatges en un 19,8% hi vivien nens de menys de 18 anys, en un 51,1% hi vivien parelles casades, en un 4,6% dones solteres, i en un 40,5% no eren unitats familiars. En el 35,1% dels habitatges hi vivien persones soles el 18,3% de les quals corresponia a persones de 65 anys o més que vivien soles. El nombre mitjà de persones vivint en cada habitatge era de 2,14 i el nombre mitjà de persones que vivien en cada família era de 2,67.
Per edats la població es repartia de la següent manera: un 20% tenia menys de 18 anys, un 7,5% entre 18 i 24, un 26,8% entre 25 i 44, un 26,8% de 45 a 60 i un 18,9% 65 anys o més.
L'edat mediana era de 44 anys. Per cada 100 dones de 18 o més anys hi havia 100 homes.
La renda mediana per habitatge era de 30.500 $ i la renda mediana per família de 40.000 $. Els homes tenien una renda mediana de 29.000 $ mentre que les dones 20.179 $. La renda per capita de la població era de 15.601 $. Entorn del 14,3% de les famílies i el 17,2% de la població estaven per davall del llindar de pobresa.

## Poblacions més properes
El següent diagrama mostra les poblacions més properes.